# Visningsgård

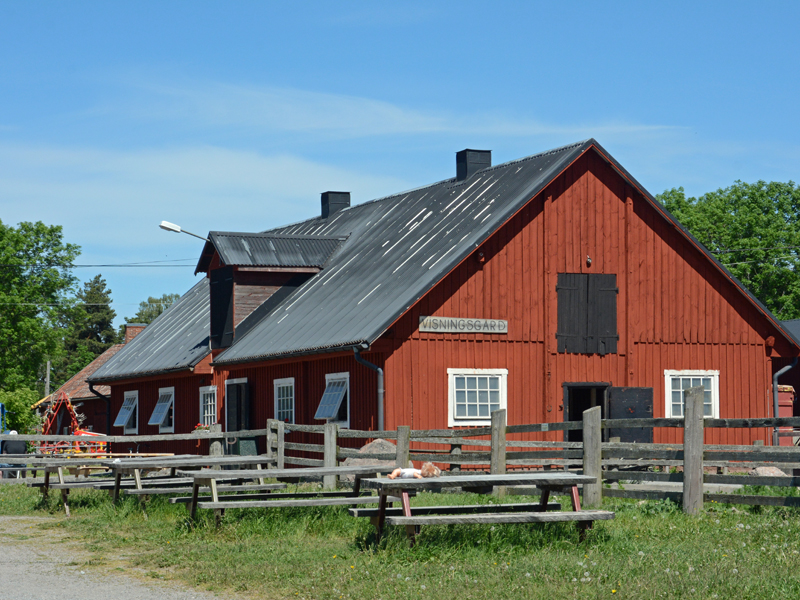
Visningsgården på Bögs gård i Järvafältet, Sollentuna kommun.

En visningsgård är ett lantbruk med djurhållning som huvudsakligen i utbildningssyfte i visar upp sin verksamhet för besökare. Gården kan vara öppen för allmänheten eller ta emot enbart bokade besökare, t.ex. skolklasser. Den viktigaste målgruppen är skolbarn. Gården kan drivas ideellt, med statliga eller kommunala bidrag eller genom att besökarna betalar inträde. Kombinationer av finansieringsmöjligheter är vanligt.
En visningsträdgård är en trädgård som fungerar på samma sätt, men som vanligen har ett mer underhållande syfte än en botanisk trädgård.[källa behövs]